# André Hennebicq
André Hennebicq (né à Tournai le 16 février 1836 et mort à Saint-Gilles le 31 mars 1904) est un peintre belge. Son champ pictural couvre essentiellement la peinture d'histoire et les portraits.

## Biographie
André Hennebicq est né à Tournai en 1836, fils d'André Hennebiccq, agriculteur, et de Marie Caroline Baskin. Il s'intéresse dès son plus jeune âge au dessin et à la peinture, mais son père voulait qu'il étudie d'autres matières. Cependant, son père étant mort en 1859, sa mère lui permet de fréquenter l'académie locale. Il devient l'élève de Joseph Stallaert qui reconnaît son talent et, sur sa recommandation, Hennebicq se rend à Bruxelles en 1860 pour suivre des cours dans l'atelier de Jean-François Portaels.
En 1865, deux ans après une première tentative, où il obtient le second prix, André Hennebicq remporte le concours du Prix de Rome belge en peinture. La récompense est assortie d'une bourse liée à la possibilité d'un voyage d'études à l'étranger. Hennebicq se rend donc à Paris, Turin, Milan, Florence et Rome. En 1870, il revient en Belgique et devient directeur de l'académie de Mons, il occupe ce poste jusqu'en 1879. Il reçoit de nombreuses commandes officielles et réalise, entre autres, des œuvres historiques monumentales pour les hôtels de ville de Tournai (Les Lamentations de Jérémie) et de Mons (Les milices communales acclamant Marie de Bourgogne,.
Fin 1878, il signe un contrat avec la ville de Louvain pour l'exécution de quatre grandes pièces historiques et de huit portraits historiques pour la salle gothique de l'hôtel de ville. Le choix de Hennebicq a été imposé par le gouvernement. Après avoir accepté la mission, il s'installe à Saint-Gilles en 1879. Contractuellement, il disposait de huit ans pour terminer la mission à Louvain. Les travaux ont cependant été retardés pour cause de maladie. Le dernier portrait est achevé en 1890, mais seuls sept toiles, au lieu des huit prévues, sont exécutées. En 1884, André Hennebicq effectue un voyage au Maroc, en compagnie du peintre Émile Wauters avec lequel il séjourne principalement à Tanger. Ce voyage inspire plusieurs œuvres.
Le 31 mars 1904, André Hennebicq meurt, à l'âge de 68 ans, à Saint-Gilles, d'une pneumonie.

## Œuvre
Un inventaire exhaustif de l'œuvre d'André Hennebicq n'est pas disponible. Ses œuvres importantes sont :

### Œuvres individuelles
Liste :
- La Mort d'Abel (1861)
- Les Lamentations de Jérémie (1867)
- Les Travailleurs de la campagne romaine (1872)
- Messaline sortant de Rome, insultée par le peuple (1872)
- Devant l'église Saint-Pierre à Rome (1872)
- Hypatie (1873)
- Le Bénitier (1874)
- Une réunion d'amis (1875)
- Portrait de Mme Sainctelette (1875)
- Le Doge Foscari (1875)
- Portrait de Bourlard (1875)
- Les Drapeaux de la place Saint-Marc (1876)
- Portrait du notaire Thomeret (1876)
- Baudouin VI donnant les premières chartes de la commune au château de Mons (1878)
- Une vente d'objets d'art (1880)
- Portrait de mon fils (1881)
- Un chérif au Maroc (1884)
- La Grande mosquée de Tanger (1884)
- Portrait de M. Dolez, bourgmestre de Mons (1886)
- Portrait de M. Jules Bara (1887)
- La Moisson des pauvres (1890)
- Esméralda (1893)
- L'Arrivée d'un martyr chrétien dans les catacombes (1894)
- Les Milices communales acclament Marie de Bourgogne à Mons (1895)
- La Chapelle Saint-Isidore (1896)
- La Visite au tombeau (1897)

### Œuvres dans la salle gothique de l'hôtel de ville de Louvain
Pièces historiques monumentales :
- Antonia van Roesmale explique la Bible aux réformés de Louvain (1882).
- Le bourgmestre Wouter Van der Leyen est assassiné à Bruxelles à l'instigation des patriciens de Louvain. Le peuple ramène son corps (1379) (1888).
- Pieter Coutereel déchire les privilèges des patriciens pour les Louvanistes (1890)
- L'institution de l'Université de Louvain (1891).

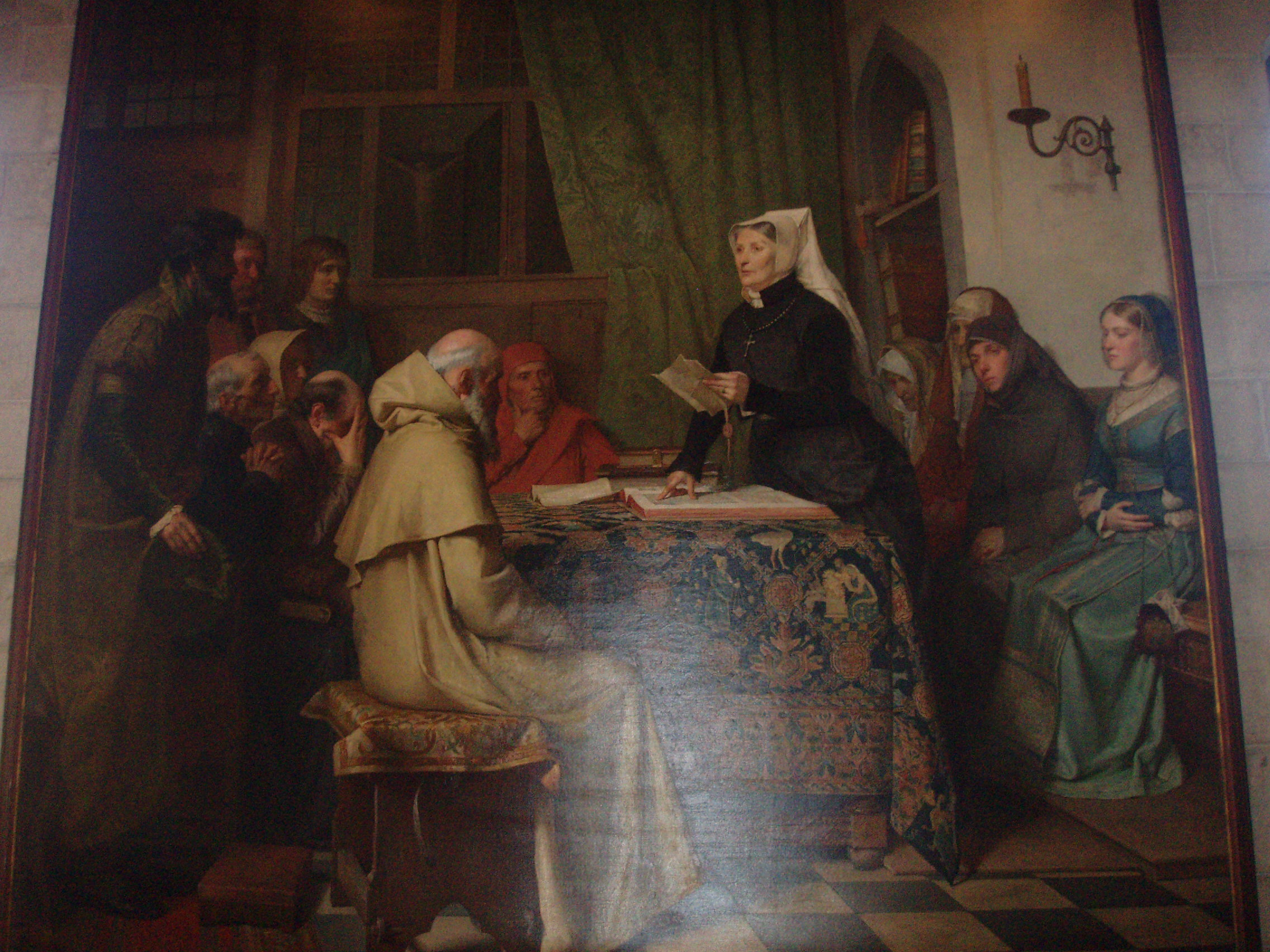
Antonia van Roesmale explique la Bible aux réformés de Louvain.
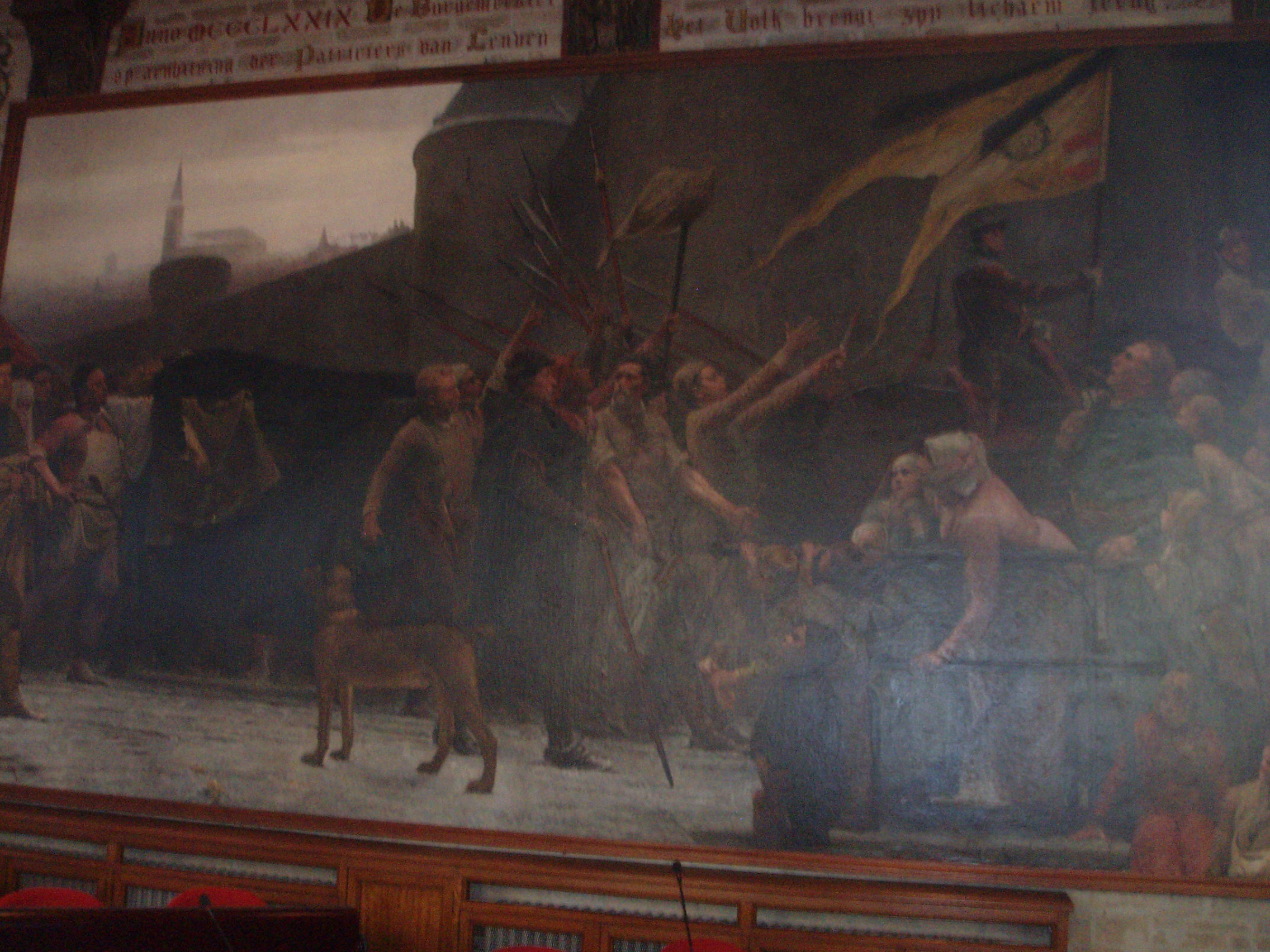
Wouter Van der Leyen est assassiné à Bruxelles à l'instigation des patriciens de Louvain.
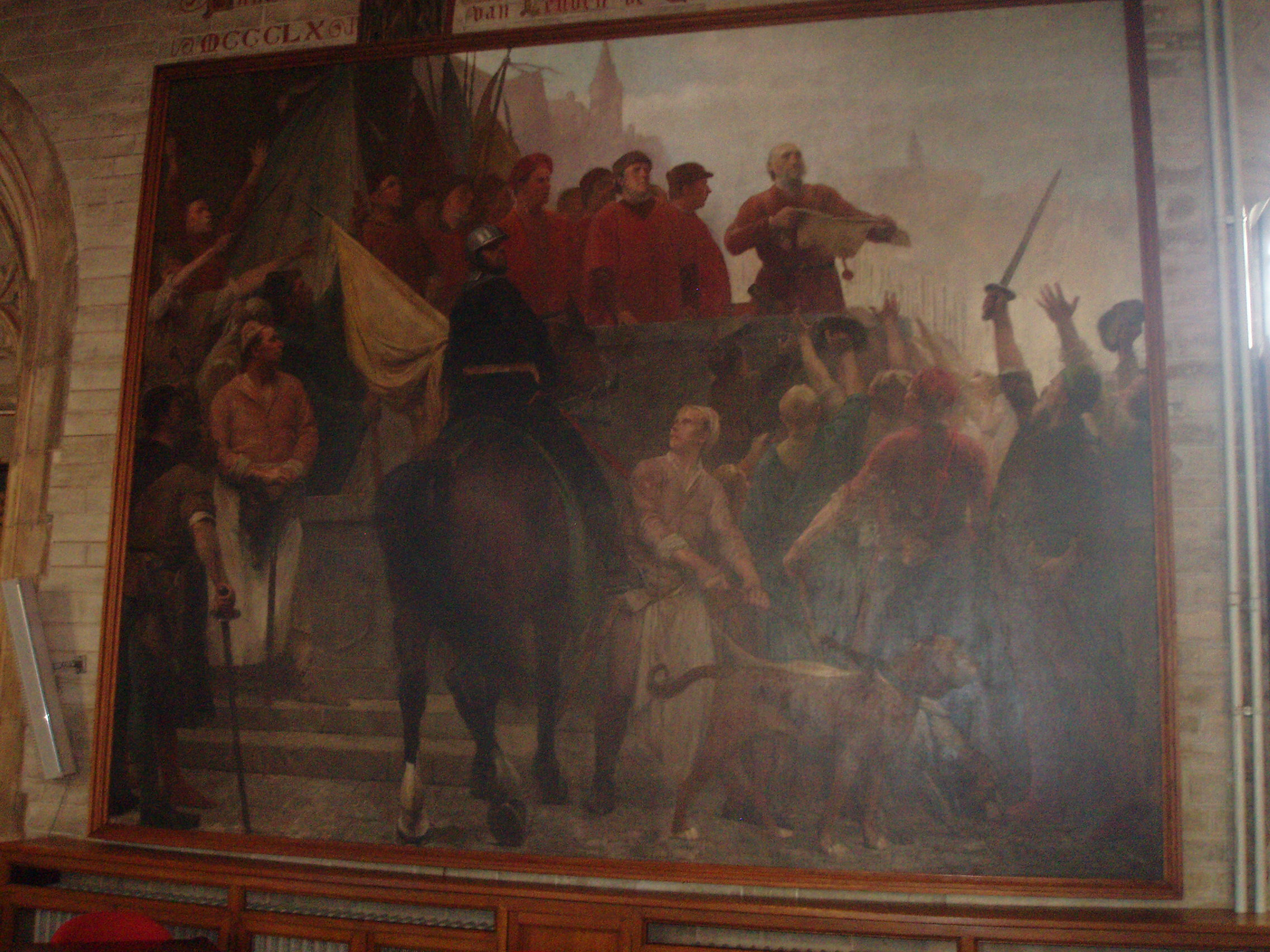
Pieter Coutereel explique les privilèges des patriciens pour Louvain.

### Portraits historiques
- Matthieu de Layens (1882)
- Dirk Bouts (1882)
- Joos Beyaert (1882)
- Marie de Belle (1882)
- Quinten Metsys (1883)
- Joannès Molanus (1883)
- Petrus Divée (1884)

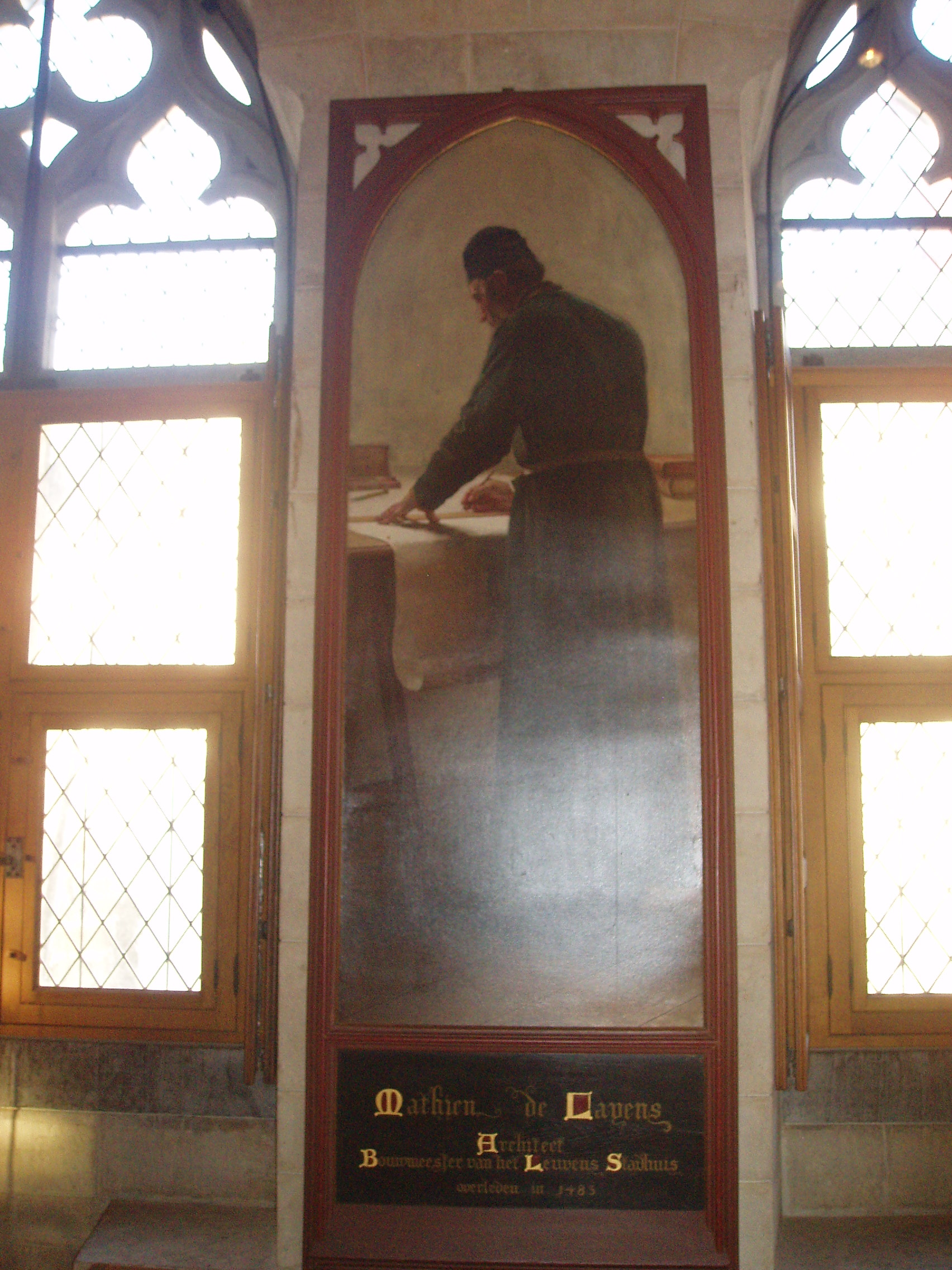
Matthieu de Layens.
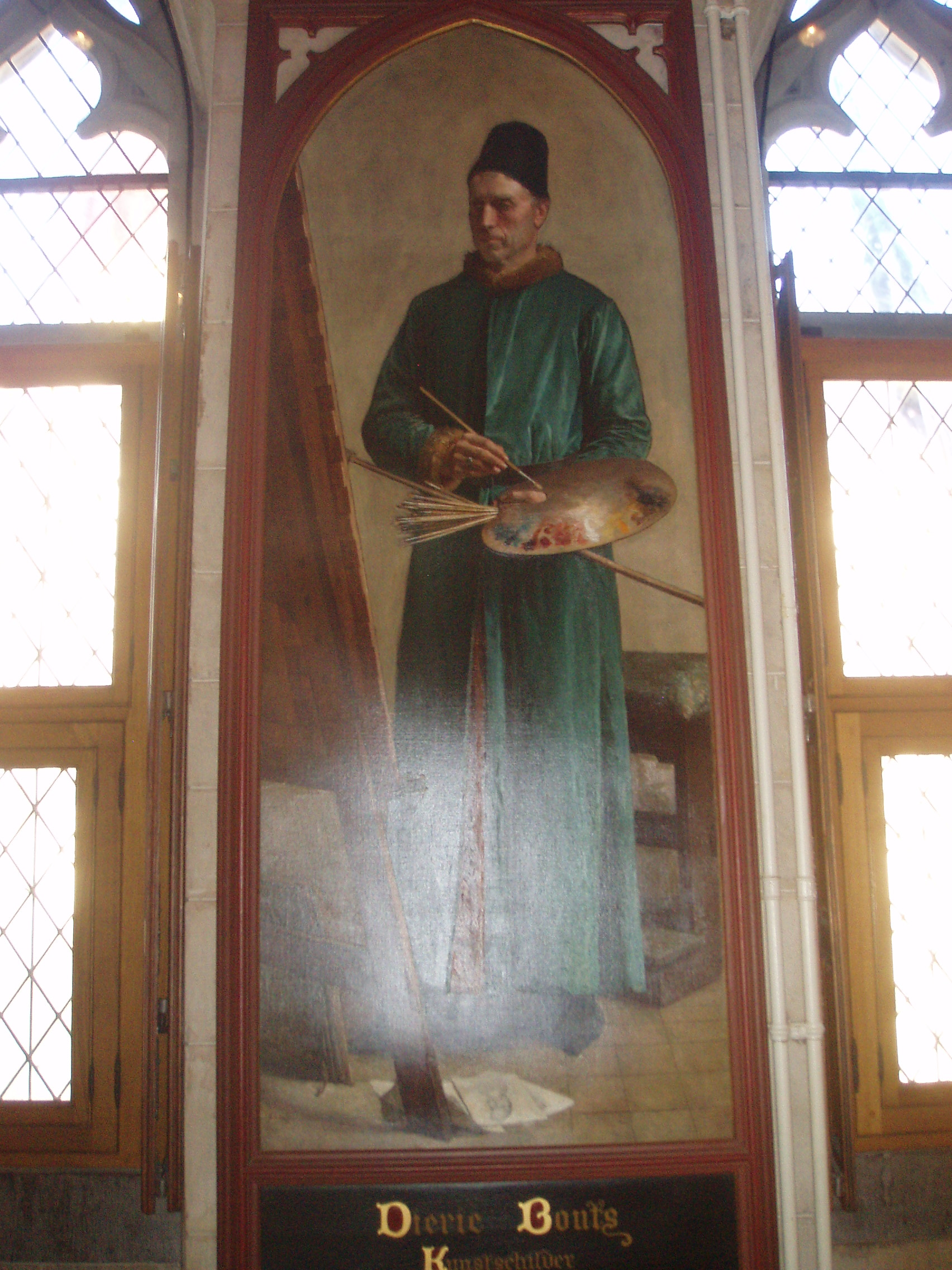
Dirk Bouts.
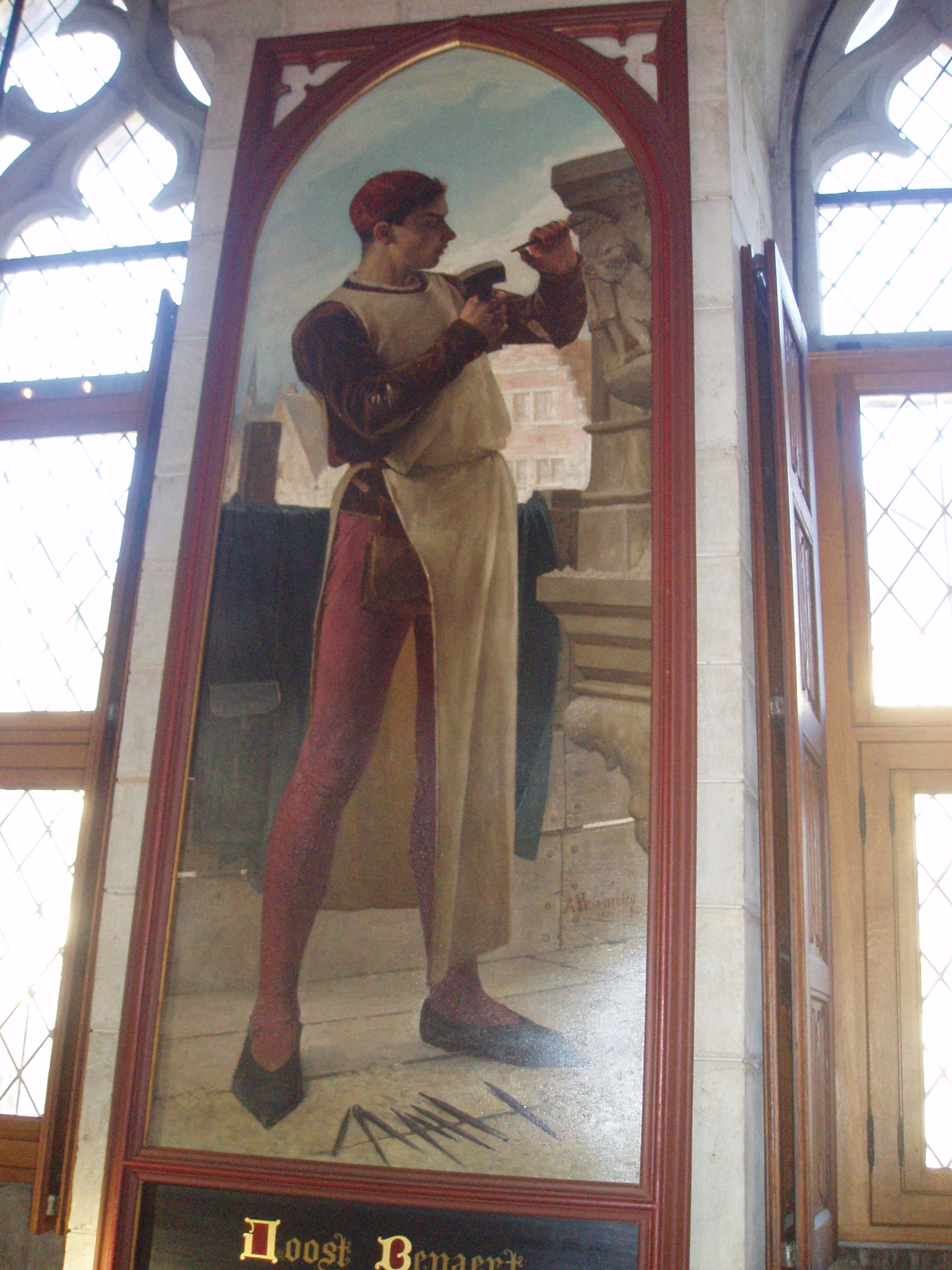
Joos Beyaert.
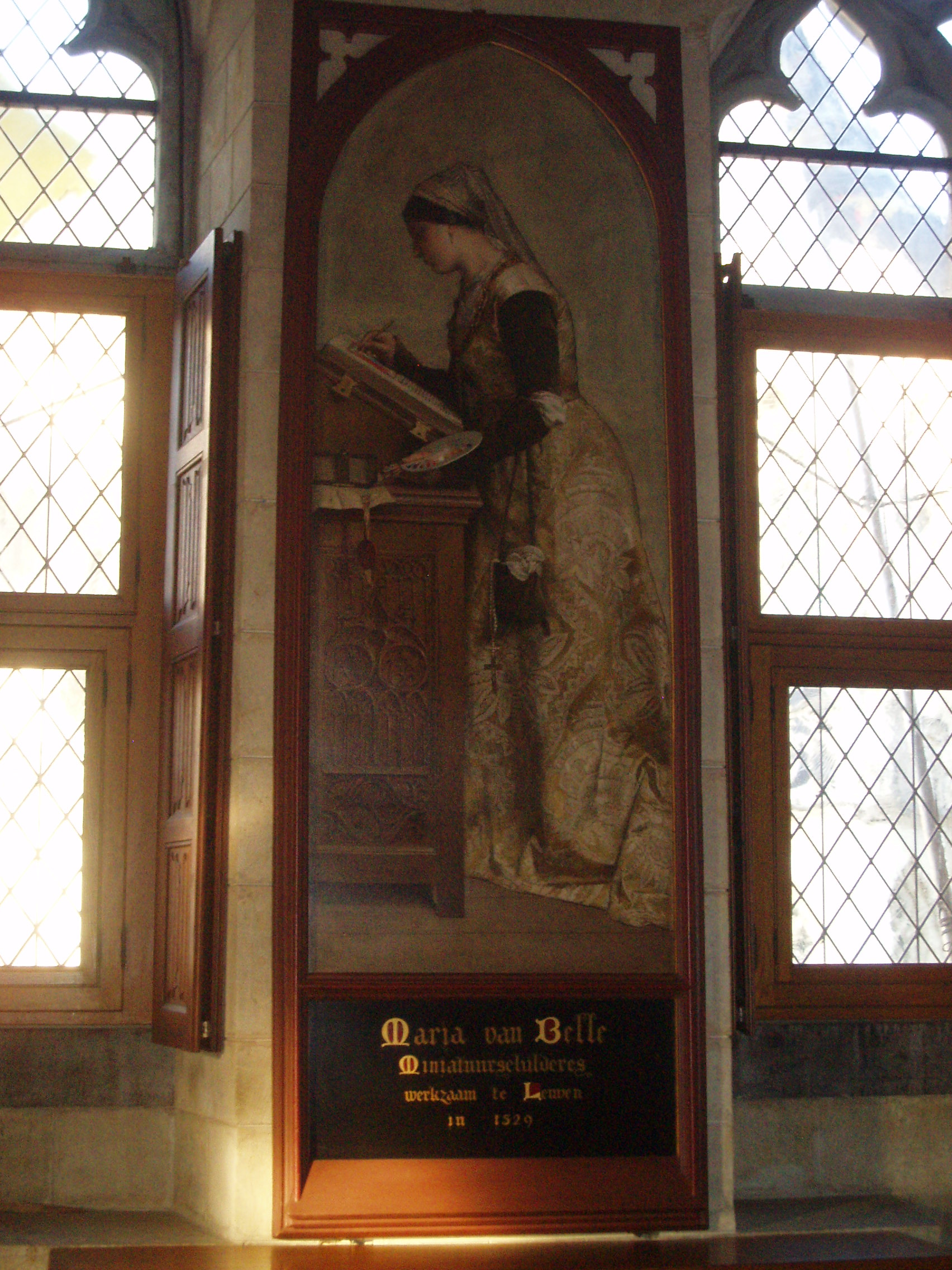
Marie de Belle.
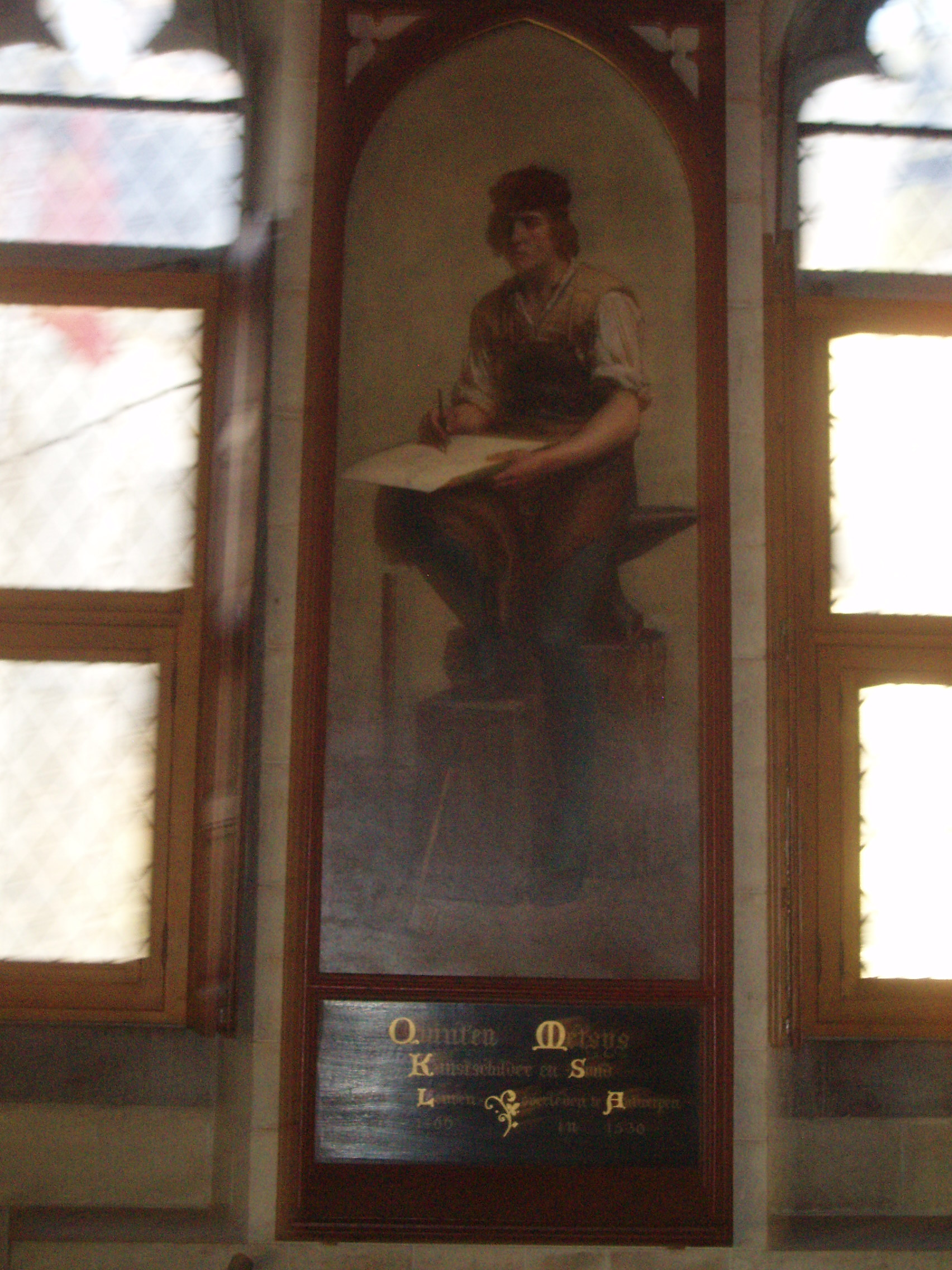
Quinten Metsys.
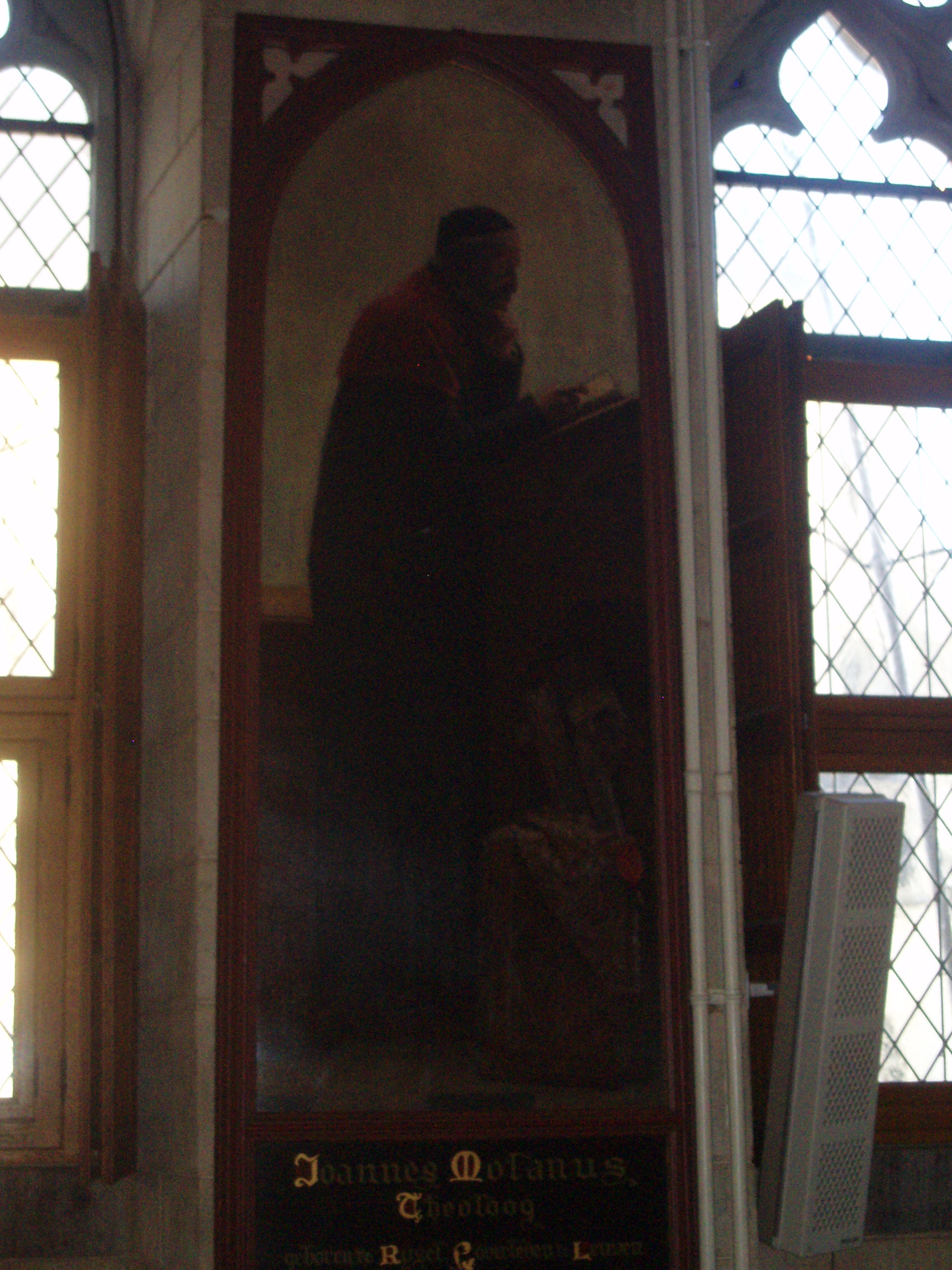
Joannes Molanus.
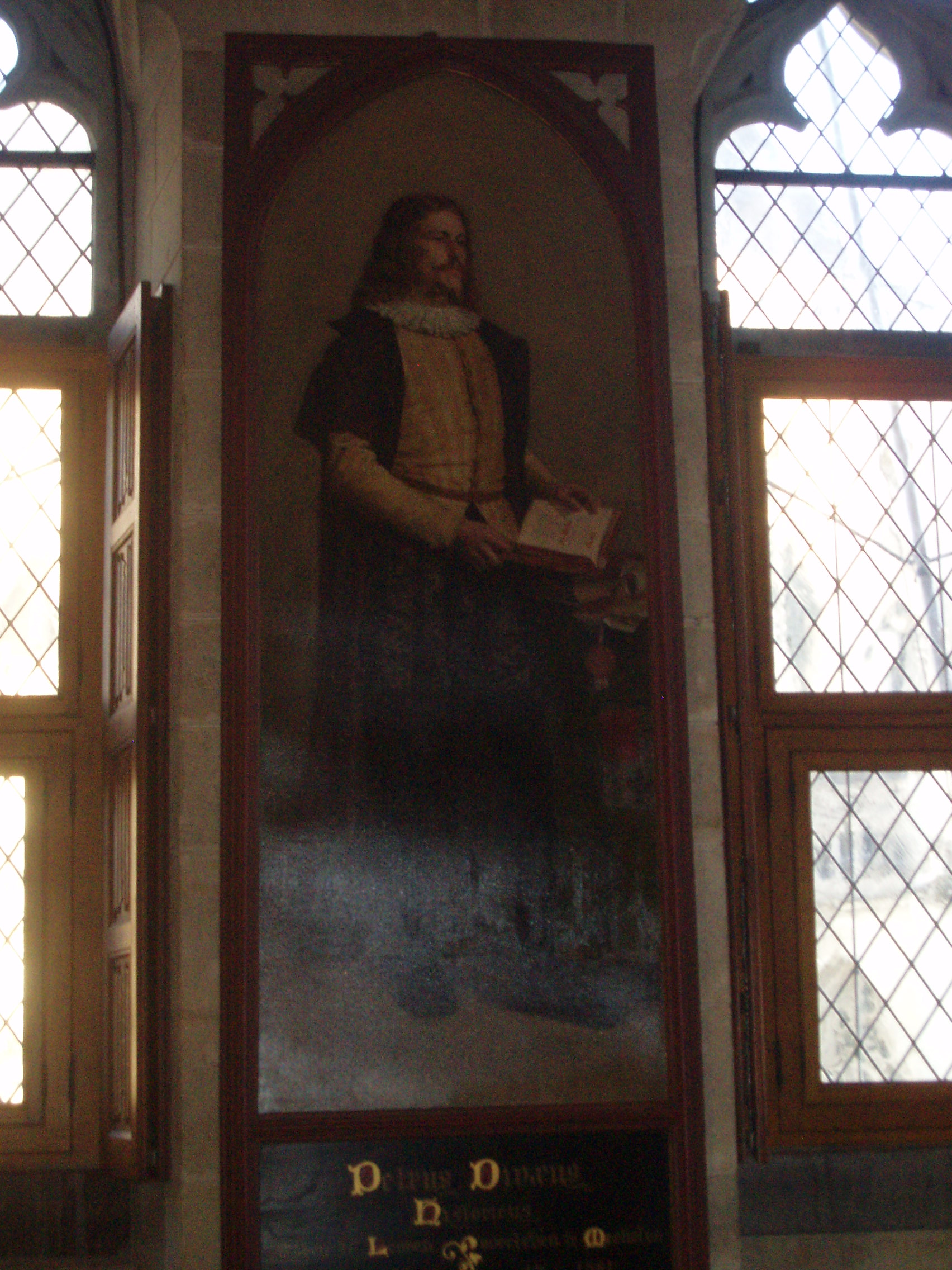
Pierre Divée.

## Musées et lieux publics conservant une œuvre de Hennebicq
- Hôtel de Ville de Louvain : 11 œuvres dans la salle gothique
- Hôtel de Ville de Saint-Gilles : Portrait de Jean Robie [10]
- Musée Groeninge à Bruges : Portrait de l'architecte Joseph Naert [11]
- Musée de l'EPC de Bruxelles : Portrait du graveur Paul Lauters [12]
- L'ancienne maison de Hennebicq à Saint-Gilles a été transformée en musée[13]. Une plaque commémorative est apposée sur la façade.

## Postérité
- En 1937, une exposition de l'œuvre de Hennebicq est organisée à Tournai et à Louvain à l'occasion du 100e anniversaire de sa naissance. La même année, son fils Léon Hennebicq écrit un livre consacré à la vie du peintre : La vie d'André Hennebicq
- Deux rues portent le nom d'André Hennebicq : la rue André Hennebicq à Tournai et la rue André Hennebicq à Saint-Gilles.
- Les Premiers ministres belges peuvent toujours choisir des œuvres d'art des collections des musées pour meubler leur cabinet. En 1999, le Premier ministre Guy Verhofstadt choisit l'œuvre Les travailleurs de la campagne romaine d'André Hennebicq dans la collection des Musées royaux des Beaux-Arts[14].

## Distinction
- Chevalier de l'ordre de Léopold (4 mai 1881)[15].